# Carga da Brigada Ligeira

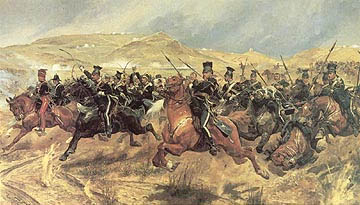
A Carga da Brigada Ligeira, pintura de Richard Caton Woodville (1825–1855).

A Carga da Brigada Ligeira foi uma carga de cavalaria da armada britânica, dirigida por Lord Cardigan no decorrer da Batalha de Balaclava, em 25 de outubro de 1854, na Guerra da Crimeia. Passou para a História como tema de um célebre poema (The Charge of The Light Brigade) de Alfred Tennyson, cujos versos dizem «Não há nenhuma razão / só há que agir e morrer», fazendo desta carga um símbolo do absurdo da guerra.

## Acontecimentos
Este acontecimento é descrito como um dos episódios mais heroicos ou mais desastrosos de toda a história militar britânica. Lord James Cardigan realiza uma carga de cavalaria da Brigada Ligeira contra a bem defendida artilharia russa durante a Guerra da Crimeia. Os britânicos ultrapassariam a Batalha de Balaclava quando Cardigan recebeu a ordem de atacar os russos, chefiados por Pavel Liprandi. A sua cavalaria carregou sobre os inimigos sem hesitar, mas foi dizimada pelas armas pesadas dos russos, sofrendo 40% de baixas em poucos minutos. Posteriormente, soube-se que a ordem foi o resultado de um erro (uma ordem que não foi dada intencionalmente). Lord Cardigan, que sobreviveu à carga, foi considerado um herói nacional na Grã-Bretanha.
A Brigada Ligeira era formada pelo 4.º e 13.º Regimentos de Dragões Ligeiros, pelo 17.º Regimento de Lanceiros, e pelos 8.º e 11.º Regimentos de Hussardos, às ordens do general Lord Cardigan. Carregaram junto com a Brigada Pesada, formada pelo 4.º Regimento de Dragões Irlandeses da Guarda, pelo 5.º Regimento de Dragões da Guarda, pelo 6º Regimento de Dragões de Inniskilling e pelo Scots Greys. Estas unidades eram as principais forças de cavalaria britânicas no campo de batalha. O comando da cavalaria recaía em Lord Lucan.
Lucan recebeu uma ordem do comandante-chefe do exército, Lord Raglan, indicando que 
«Lord Raglan deseja que a cavalaria avance rapidamente para diante, persiga o inimigo, e tente impedir que retire os seus canhões. A artilharia montada pode acompanhá-la. A cavalaria francesa encontra-se à sua direita. Imediatamente.».
Quem levava a ordem era o capitão Nolan, que talvez tenha transmitido informações complementares de viva voz.
Como resposta à ordem, Cardigan dirigiu 673 (ou 661) ginetes directamente através do vale existente no sopé da colina de Fedyukhin, e que mais tarde o poeta Alfred Tennyson denominaria vale da morte. As tropas russas, sob comando de Pavel Liprandi, eram formadas por aproximadamente 20 batalhões de infantaria com o apoio de mais de cinquenta peças de artilharia. Tais forças estavam distribuídas de ambos os lados e no fundo do vale.
Parece que a ordem de Cardigan se referia à massa de canhões russos existentes num reduto no fundo do vale, aproximadamente 1,5 km mais longe, enquanto Raglan terá percebido que se referia a um grupo de redutos na outra vertente da colina que formava o lado esquerdo do vale. Aqueles não eram visíveis desde as posições ocupadas pela Brigada Ligeira, colocada no fundo do vale.
A brigada alcançou o contato com as forças russas do fundo do vale, e obrigou-as a fugir do reduto. Sofreu fortes perdas, e foi rapidamente obrigada a recolocar-se. Lucan fracassou na sua missão de apoiar Cardigan, e alguns suspeitam que isso se devia à animosidade que sentia contra o seu cunhado: a Brigada Pesada alcançou o vale, mas não avançou mais. A cavalaria francesa, os Caçadores de África, foram mais eficazes já que romperam a linha russa da colina de Fedyukin e cobriram os sobreviventes da Brigada Ligeira durante a sua retirada.
Cardigan sobreviveu, e descreveria o combate num discurso na Mansion House, em Londres, que foi registado e amplamente citado posteriormente na Câmara dos Comuns:
«Avançámos por uma encosta gradual de mais de um quilómetro, as baterias vomitavam sobre nós obuses e metralha, com uma bateria à nossa esquerda e outra à nossa direita, e o espaço intermédio cheio de fuzis russos; assim, quando chegámos a 50 metros da boca dos canhões que tinham lançado a destruição sobre nós, estávamos, de facto, rodeados por um muro de fogo, além do dos fuzis no nosso flanco.
Enquanto subíamos a colina, o fogo oblíquo da artilharia caía sobre a nossa retaguarda, de tal modo que recebíamos um forte fogo sobre a vanguarda, os flancos e a retaguarda. Entrámos no espaço da bateria, atravessámo-la, os dois regimentos à cabeça ferindo um grande número de artilheiros russos ao passar. Nos dois regimentos que tive a honra de dirigir, cada oficial, com uma única exceção, foi ou bem ferido, ou morto, ou viu o cavalo que montava morto ou ferido. Estes regimentos passaram, seguidos pela segunda linha, formada por dois regimentos suplementares, que seguiram o seu dever de ferir os artilheiros russos.
Depois veio a terceira linha, formada por outro Regimento, que completou o trabalho dado à nossa Brigada. Creio que se fez com verdadeiro êxito, e o resultado foi que esse corpo, formado por apenas 670 homens aproximadamente, conseguiu atravessar a massa da cavalaria russa que — como soubemos posteriormente — dispunha de 5240 homens; e tendo atravessado esta massa, deram a volta, como se diz na nossa expressão técnica militar, «ao fundo de tudo», e retiraram-se do mesmo modo, provocando tantos danos como era possível na cavalaria inimiga. De regresso à colina de qual havia partido o ataque, tivemos que sofrer a mesma mão-de-ferro e padecer o mesmo risco de disparos dos atiradores no nosso flanco que na ida. Muitos dos nossos homens foram atingidos, homens e cavalgaduras resultaram mortos, e muitos dos homens cujas montadas morreram foram massacrados quando tentavam escapar.
Mas, mylord, qual foi o sentimento destes valentes que regressaram à sua posição, se de cada regimento não voltou senão um pequeno destacamento, e dois terços dos efetivos implicados na ação se tinham perdido?. Creio que cada homem que participou neste desastroso assunto de Balaclava, e que teve a bastante sorte para continuar com vida, deve notar que foi somente por um decreto da Divina Providência que escapou à morte mais certa que era possível conceber».

## Consequências

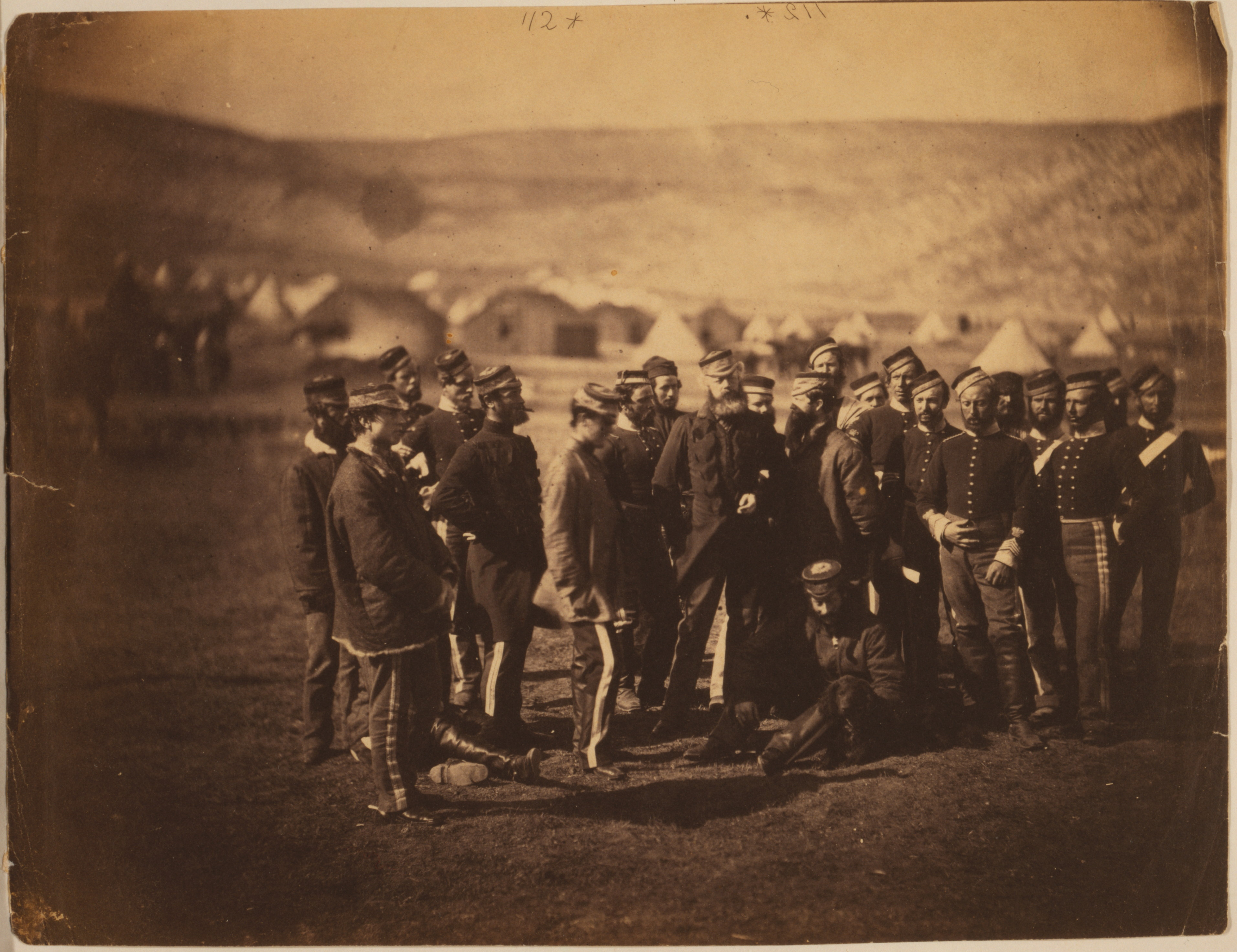
Oficiais e soldados sobreviventes da carga, poucos meses depois da batalha.

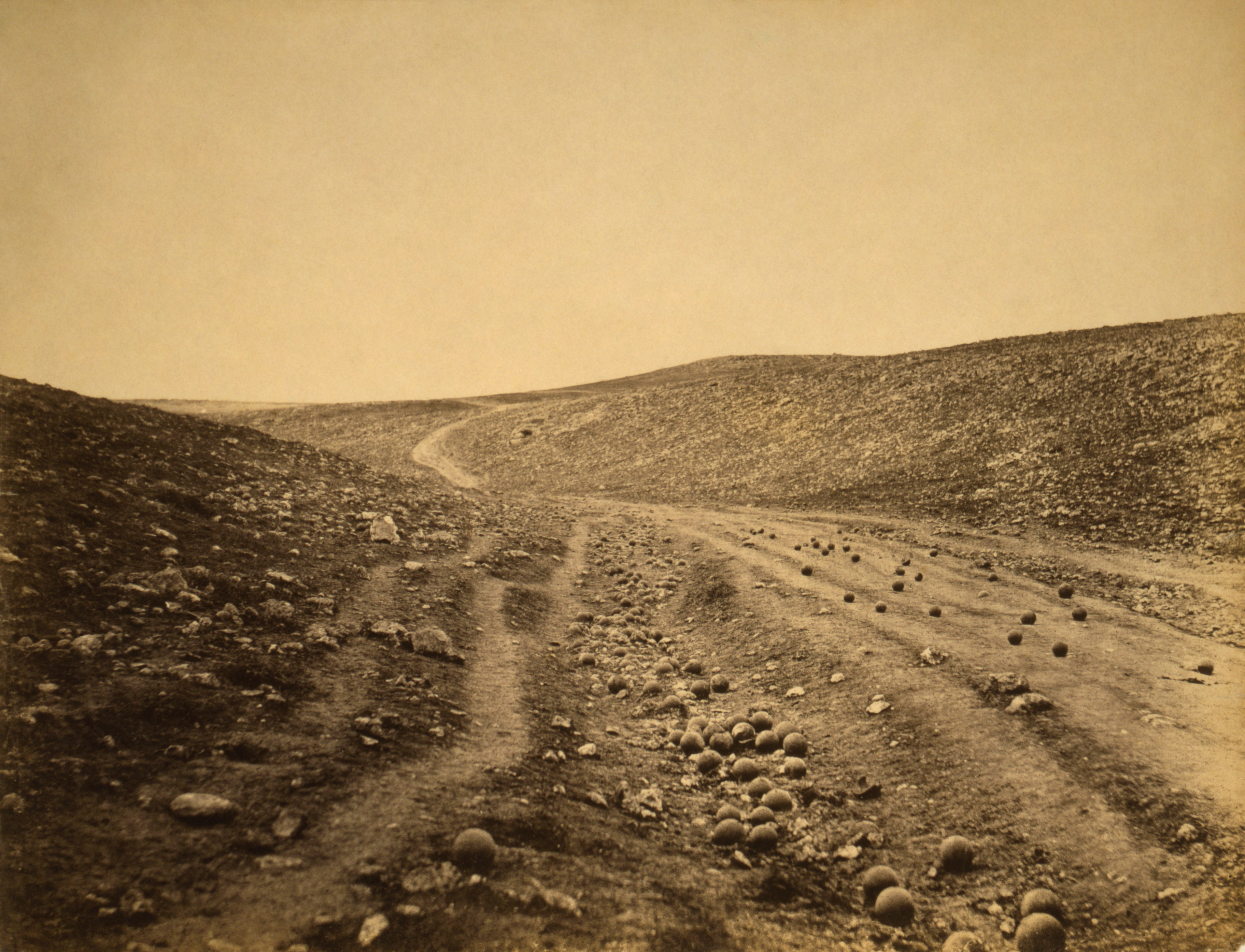
O «Vale da morte», onde a batalha teve lugar, fotografado por Roger Fenton em 1855.

A brigada não ficou completamente destruída, embora sofresse terríveis perdas: 118 mortos, 127 feridos, e a perda de 362 cavalos. Depois de serem reagrupados, apenas 195 homens dispunham de cavalo. A futilidade da ação e a sua bravura imprudente fizeram afirmar o general francês Pierre Joseph François Bosquet:
«É magnífico, mas isso não é a guerra».
Diz-se que os chefes russos acreditavam a princípio que os ginetes tinham abusado da bebida. A reputação da cavalaria britânica melhorou notavelmente com esta carga, embora o mesmo não se possa dizer do seu comando.
O jornalista irlandês William Howard Russell, presente no local do combate, apresentou na época a seguinte informação acerca dos efetivos e perdas da Brigada Ligeira nessa batalha:
- 4º Dragões Ligeiros  - total 118 - perdas 79
- 13º Dragões Ligeiros - total 130 - perdas 69
- 8º Hussardos         - total 104 - perdas 66
- 11º Hussardos        - total 110 - perdas 85
- 17º Lanceiros        - total 145 - perdas 110
  - Total - 607 sabres - perdas 409

A lentidão das comunicações marítimas fez com que as notícias do desastre não chegassem ao conhecimento do público britânico senão três semanas depois. Os relatos da frente dos chefes britânicos publicaram-se numa edição extraordinária da London Gazette em 12 de novembro de 1854. Raglan implica Lucan pela carga, declarando que 
«Por sua incompreensão da ordem de avanço, o tenente-general (Lucan) considerou que devia atacar a qualquer preço, e ordenou o major-general Cardigan avançar com a Brigada Ligeira».